# 티아고 베시노
티아고 베시노(스페인어: Fabricio Díaz Badaracco, 1999년 2월 25일~)는 우루과이의 축구 선수로, 벨레스 사르스피엘드에서 공격수로 활동하고 있다.

## 구단 경력
2019년 8월 17일, 리버 플레이트 몬테비데오]와의 프로 데뷔전을 치렀으며,  데뷔골까지 기록했다.